# Scolecosporiella typhae
Scolecosporiella typhae är en svampart som först beskrevs av Cornelius Anton Jan Abraham Oudemans, och fick sitt nu gällande namn av Franz Petrak 1921. Scolecosporiella typhae ingår i släktet Scolecosporiella och familjen Phaeosphaeriaceae.   Inga underarter finns listade i Catalogue of Life.